# Litoria multiplica
A Litoria multiplica a kétéltűek (Amphibia) osztályának békák (Anura) rendjébe, a Pelodryadidae családba, azon belül a Pelodryadinae alcsaládba tartozó faj.

## Előfordulása
A faj Pápua Új-Guinea endemikus faja. Természetes élőhelye a szubtrópusi vagy trópusi nedves hegyvidéki erdők, folyók, lepusztult erdők. A fajt élőhelyének elvesztése fenyegeti.